# Église Saint-Martin d'Is
L'église Saint-Martin d'Is est une église catholique du XIXe siècle située à Bareilles, dans le département français des Hautes-Pyrénées en France.

## Localisation
L'église Saint-Martin, est située au hameau d'Is, avant le hameau de Pouy, sur la commune de Bareilles.

## Historique
L' ancienne église de style roman était autrefois bâtie sur un promontoire à l'extérieur du hameau actuel. En 1860 à cause de son délabrement elle est interdite de culte et il est décidé de construire un nouvel édifice.

La construction de l'église actuelle qui date du XIXe siècle a été l'occasion de l'établir au cœur du village.

Sur les plans des architectes Bouineau et Lasserre les travaux démarrent en 1863. L'église est consacrée en 1870 comme le mentionne le millésime inscrit au dessus de la porte. Les travaux ne sont complètement achevés qu'en 1872.

## Architecture
L'église s'ouvre une nef unique couverte d'une fausse voûte en berceau prolongée par un chœur semi-circulaire dont chaque côté donne sur une sacristie.
  
À l'extérieur l'église présente un chevet  plat.

La façade comprend deux tours dissymétriques, dont la plus haute se termine par une flèche polygonale.
Une rosace se trouve dans l'axe de la façade.